# Acta Universitatis Sapientiae
Acta Universitatis Sapientiae  este revista științifică în limba engleză a  Universității Sapientia, și are mai multe serii. Primele serii au apărut în anii 2008-2009. Unele serii deja au fost incluse în baze de date internaționale.
În anul 2015 apar următoarele serii:
- Alimentaria
- Communicatio
- Informatica
- Mathematica
- Philologica
- Agriculture and Environment
- Economics and Business
- Electrical and Mechanical Engineering
- European and Regional Studies
- Film and Media Studies
- Legal Studies
- Social Analysis